# Perdiendo el norte
Perdiendo el norte es una película de comedia española del año 2015, dirigida por el director Nacho G. Velilla. El filme está protagonizado por los actores Yon González y Julián López junto a la actriz Blanca Suárez. La película se estrenó el 6 de marzo de 2015 en España y fue un gran éxito en taquilla, recaudando más de 10 millones de euros. Una serie de televisión basada libremente en la película, Buscando el norte, se estrenó en Antena 3 en 2016, pero fue cancelada tras una sola temporada por bajas audiencias. 
Una secuela, Perdiendo el este, se estrenó en febrero de 2019.

## Sinopsis
Hugo y Braulio, dos jóvenes con formaciones universitaria, hartos de no encontrar ni trabajo ni futuro en España, deciden emigrar a Alemania siguiendo los cantos de sirena de un programa de televisión tipo Españoles por el mundo. Pero pronto descubrirán que sobrar en un sitio no significa ser necesario en otro y que perseguir el sueño alemán puede tener mucho de pesadilla.

## Reparto
| Intérprete              | Personaje                            |
| ----------------------- | ------------------------------------ |
| Yon González            | Hugo Cifuentes Marín                 |
| Julián López            | Braulio Huete Jimeno                 |
| Blanca Suárez           | Carla                                |
| Malena Alterio          | Marisol                              |
| Úrsula Corberó          | Nadia                                |
| Miki Esparbé            | Rafa                                 |
| Younes Bachir           | Hakan Akman                          |
| Javier Cámara           | Próspero Cifuentes                   |
| Carmen Machi            | Benigna Marín                        |
| José Sacristán          | Andrés Hernández Capel               |
| Arantxa Aranguren       | Juana Hernández                      |
| Elena Rivera            | Nuria                                |
| Luis Fabra              | Javier                               |
| Arturo Valls            | Benjamín Garijo, español en el Mundo |
| Alberto Chicote         | Cura                                 |
| Jorge Anes              | Empleado Oficina                     |
| Juan Carlos Peredit     | Adolfo                               |
| Fernando Ustárroz       | Rector                               |
| Svante                  | Ginecólogo                           |
| Abdulelah Hussein       | Cocinero                             |
| Roman Vogdt             | Otto                                 |
| Oscar Pretzel           | Damián                               |
| Mónica Hernández        | Periodista                           |
| Joachim Paul Assböck    | Taquillero                           |
| Marta Casielles         | Azafata Mostrador                    |
| Mamen Vázquez           | Azafata Vuelo                        |
| Claus Breitfeld         | Ejecutivo                            |
| Christian Stamm         | Investigador                         |
| Gabriele Rausch         | Investigadora                        |
| Víctor Huerta           | Sr. Guillén                          |
| Juan Khun               | Profesor Chino                       |
| Markus Oberhauser       | Jefe Multinacional Alemana           |
| Richard Pena            | Franz                                |
| Luismi Fernández        | Taxista Alemán                       |
| Juanlo Prada Garrudo    | Basurero                             |
| Julio Vergne            | Estudiantes Chino                    |
| Antonio Sánchez         | Estudiantes Chino                    |
| Oriol Capel             | Estudiantes Chino                    |
| Carmen Sánchez          | Estudiantes Chino                    |
| Roberto Miguel          | Estudiantes Chino                    |
| David S. Olivas         | Estudiantes Chino                    |
| Marta Murillo           | Estudiantes Chino                    |
| Guillermo Navajo        | Estudiantes Chino                    |
| Luis Fernández de Eribe |                                      |
| Joaquim Guedes          | Frank                                |
| David Akinloye          | Peatón                               |

## Canciones
- Mi querida España de Kiko Veneno y Rozalén [2]
- Berlín de Rozalén [3]